# Harry Domela
Harry Domela (lettisch Harijs Domela; * 1904/05 in Grusche, Gouvernement Kowno; † 4. Oktober 1979 in Maracaibo) war ein deutsch-baltischer Hochstapler und Autor. Als noch Jugendlicher war er Mitglied der Baltischen Landeswehr und Soldat der Reichswehr. 
Er kämpfte 1936 seit dem Beginn des Spanischen Bürgerkriegs beim Fünften Regiment auf Seiten der Zweiten Spanischen Republik.

## Leben
Harry Domela wurde als Sohn eines deutsch-baltischen Müllers in dem Dörfchen Grusche unweit der Gouvernementsgrenze in Livland geboren und verlebte seine Kindheit im kurländischen Bauske. Der Vater starb kurz nach Domelas Geburt. Harry besuchte 1915 einen seiner Brüder in Riga, der dort überraschend zum russischen Heeresdienst einberufen wurde und kam daraufhin für zwei Jahre in ein Erziehungsheim. 1917 kehrte er zu seiner Mutter nach Bauske zurück.
1919 schloss er sich der Baltischen Landeswehr an, später dem Freikorps Brandis an. Infolge des Friedensvertrages von Brest-Litowsk waren 1918 die unabhängigen Republiken Estland, Lettland und Litauen entstanden. Diese suchten sich gegen Machtansprüche der Kommunisten (russische Rote Armee), der Monarchisten (russische Weiße Armee im Verbund mit den von Teilen des deutschen Adels unterstützten deutschen Freikorps) und der Polen zur Wehr setzen. Mit Abschluss dieser Bürgerkriegsphase bis 1920 verblieb ein Teil Litauens (Mittellitauen) unter polnischer Hoheit. Domelas Truppe wurde 1920 in Jüterbog, Brandenburg aufgelöst. Die Freikorpskämpfer wurden in Lettland zu Hochverrätern erklärt. Domelas Rückkehr in die Heimat war damit unmöglich. Zudem war seine Mutter bei den Kampfhandlungen ums Leben gekommen. Die deutschen Behörden verweigerten ihm einen Pass. Mit dem Status eines Staatenlosen konnte er keine legale Arbeit aufnehmen. Infolge verdingte er sich als Ziegeleiarbeiter, Hausbursche, Bettler, Vertreter, Schnellzeichner und Gärtner.
1920 wurde er im Zusammenhang mit dem Kapp-Putsch in eine Kaserne in Neuruppin einberufen. Er schloss sich dort der Reichswehr zur Niederschlagung von Arbeiterunruhen im Ruhrgebiet an, da er befürchtete, anderenfalls in einem Freikorps im Baltikum eingesetzt zu werden. Nach mehreren Nacht-Einsätzen wurde seine Einheit nach Berlin zurückbeordert. Dort wurde er als zu jung befunden und aus dem Militär entlassen. Nunmehr war er obdachlos und schlug sich erneut mit Gelegenheitsjobs durch. Als Zigarettenverkäufer legte er sich hin und wieder einen Adelstitel zu, um seine Geschäfte anzukurbeln. Es folgten mehrere Arrest- und Gefängniskurzaufenthalte.

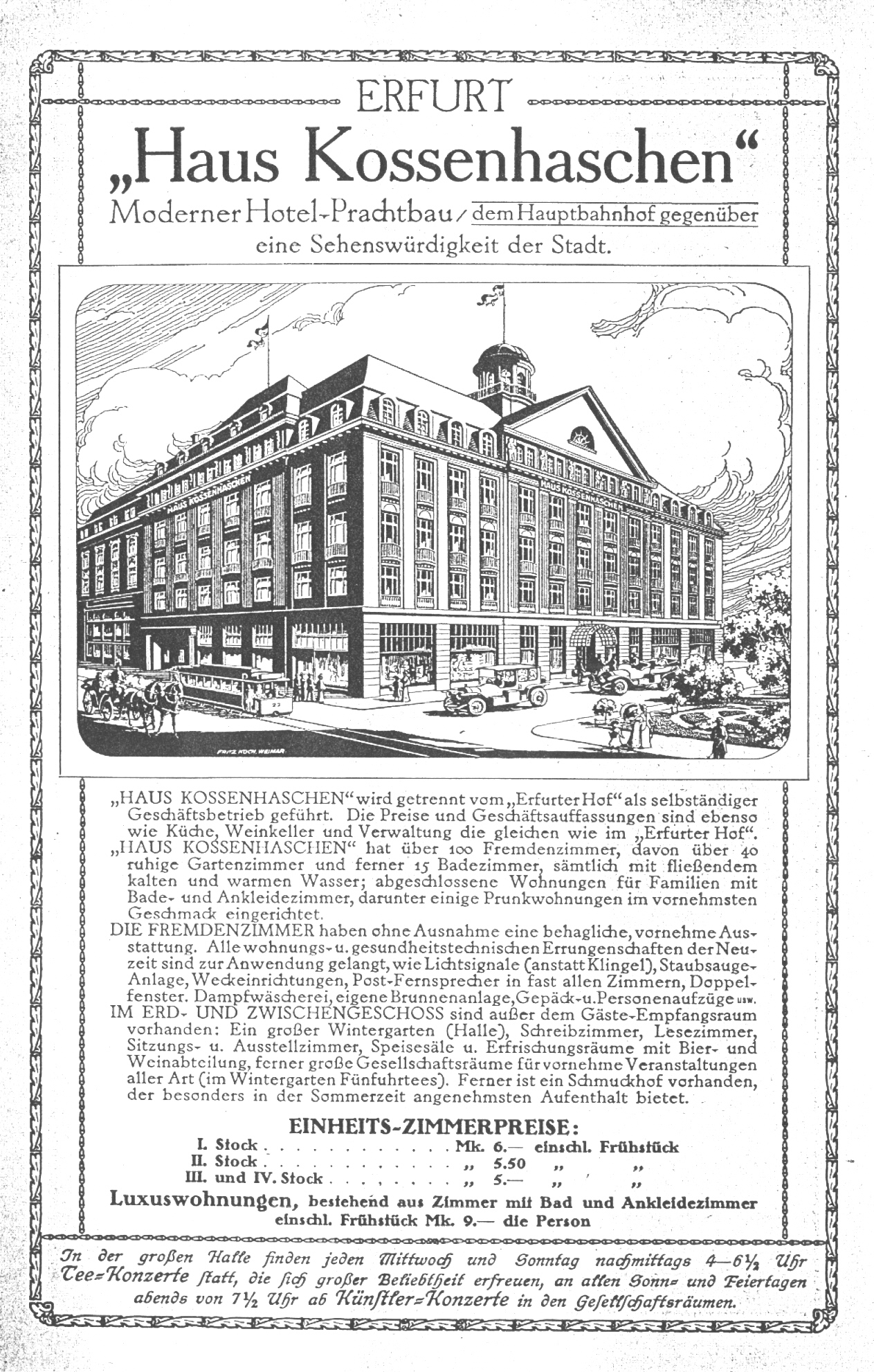
Annonce für das Luxushotel Haus Kossenhaschen in Erfurt (um 1920)

Domela legte sich später den Namen „von Liven“ zu. Der in Darmstadt wegen einer Beschäftigung angesprochene Hofmarschall Kuno Graf von Hardenberg bot dem vermeintlichen Standesgenossen Unterstützung an. Im Herbst 1926 stellte er sich in Heidelberg im Verbindungslokal des Corps der „Saxo-Borussen“ als „Prinz Liven, Leutnant im 4. Reiterregiment Potsdam“ vor und wurde begeistert empfangen. Wenige Wochen später logierte er in Erfurt als „Baron Korff“ im Hotel Erfurter Hof. Der Hoteldirektor hielt ihn für den Kaiserenkel Wilhelm, den ältesten Sohn des Kronprinzen Wilhelm.
Domela stieg in der Gesellschaft Thüringens binnen weniger Tage in schwindelnde Höhen auf. Auf Einladung des Erfurter Hoteliers Georg Kossenhaschen logierte er in dessen Luxushotels in Erfurt und Gotha und übernachtete auf dessen privatem Wohnsitz, der Burg Creuzburg nordwestlich von Eisenach. Domela besuchte als „Königliche Hoheit“ u. a. den Gothaer Oberbürgermeister, nahm an Jagden, Opernaufführungen und privaten Gesellschaften teil.
Als ein vermeintlicher Hohenzollern-Prinz verkehrte Domela in Heidelberg, Erfurt, Gotha und Weimar in der »besseren Gesellschaft« – gutes Aussehen, gewandte Sprache, perfektes Benehmen, vornehmes und weltmännisches Auftreten kamen ihm dabei zugute. Aber schon der schwere Rucksack und der staubige, abgetragene Reiseanzug bei seiner Ankunft passten nicht dazu. Als er erfuhr, dass er kriminalpolizeilich gesucht wurde, flüchtete er per Eisenbahn ins Rheinland. Er beabsichtigte, der französischen Fremdenlegion beizutreten. Im Januar 1927 wurde er in Köln festgenommen, als er einen Zug nach Frankreich besteigen wollte. Noch im gleichen Monat wurde ihm unter größtem öffentlichem Interesse der Prozess gemacht. Er wurde wegen Rückfallbetrugs in vier Fällen zu einer Gefängnisstrafe von sieben Monaten verteilt.
Während seiner Haft schrieb er die Vorlage für das Buch Der falsche Prinz – Leben und Abenteuer des Harry Domela. Wieland Herzfelde brachte sie textlich überarbeitet in seinem Malik-Verlag heraus. Sechs Auflagen mit insgesamt 122.000 Exemplaren wurden innerhalb eines Jahres verkauft; Harry Domela verdiente damit 250.000 Reichsmark.
Er war einer der ersten deutschen Medienstars. Die literarische Prominenz, darunter Thomas Mann, Kurt Tucholsky und Carl von Ossietzky, feierte ihn, er trat in Theatern und Revuen auf, Zeitschriften brachten Artikel über ihn. 
Im Sommer 1929 eröffnete Domela an der Rostocker Straße im Norden Berlins ein kleines Kino. Es lief ausschließlich der eigene Stummfilm Der falsche Prinz, 6 Akte mit Harry Domela. Das Kino machte nach drei Monaten Pleite. Domela, der inzwischen kein Geld mehr hatte, versuchte sich als Journalist und plante ein weiteres Buch (Hinter den Kulissen der Sensation).
Anfang der 1930er Jahre wurde er mehrfach unter obskuren Anschuldigungen verhaftet, so im Januar 1931 wegen „Verdacht auf Landesverrat“. Dabei dürfte auch eine Rolle gespielt haben, dass er öffentlich mit der KPD sympathisierte und an mehreren Veranstaltungen zugunsten der Roten Hilfe beteiligt war. Nach der Machtübernahme des NS-Regimes emigrierte Domela 1933 über Wien (wo er sich einen falschen Pass beschaffte) und Paris in die Niederlande. Er nannte sich jetzt Victor Zsajka, geboren am 12. August 1908 in Wien und dort Matteottiplatz 2 wohnhaft.

Emblem des Fünften Regiments

Im Sommer 1936 hielt er sich mit seinem neuen Freund Jef Last in Paris auf. Last war Sozialist und Homosexueller wie er, Schriftsteller und gut bekannt mit dem als Reichstagsbrandstifter verurteilten Marinus van der Lubbe. Als der Spanische Bürgerkrieg ausbrach, waren Domela und Last unter den ersten Ausländern, die der Spanischen Republik zu Hilfe eilten. Domela diente in den ersten Kriegstagen Ludwig Renn als Adjutant. Er traf Franz Dahlem als Leiter der Politischen Kommission der Internationalen Domela und Last blieben aber nicht in einer kommunistischen Einheit. Auf Vermittlung von André Malraux, einem Freund von Last, gelangten beide in eine republikanische Einheit. Ab dem 20. September 1936 dienten beide in der regulären spanischen Volksarmee im 5. Regiment.
Als die Volksarmee im Januar 1939 zusammenbrach, floh Harry Domela nach Frankreich. Dort wurde er als Offizier eines Divisionsstabs im Lager Gurs, später in Saint-Cyprien unter menschenunwürdigen Bedingungen interniert. In den Lagern wurde er als Trotzkist von anderen deutschen Kommunisten angefeindet. Der Schriftsteller André Gide setzte sich auf Bitten von Jef Last mehrfach für Domela ein, so dass er im Mai 1939 freikam.
Mit einer entsprechenden Aufenthaltsgenehmigung reiste er nach Luxemburg. Seine Bemühungen, nach Mexiko oder Schweden auszureisen, blieben erfolglos. Ihm drohte weiterhin Verhaftung, weil er seit 1932 mit falschen Papieren lebte.
Gide vermittelte Domela (der sich immer noch Victor Zsajska nannte) an Aline Mayrisch de Saint-Hubert, die Witwe des luxemburgischen Stahlunternehmers Emil Mayrisch. Die luxemburgische Fremdenpolizei überprüfte im Juli 1939 seine Identität. Domela setzte sich sicherheitshalber nach Belgien ab, wurde verhaftet, konnte dem deutschen Einmarsch im Mai 1940 entkommen und tauchte unter. Im Frühling 1941 traf er in der Christi Bar in Nizza, in der unbesetzten Zone Frankreichs, André Gide und Roger Martin du Gard und empfahl ihnen, nicht nach Paris zu gehen, woher er gerade kam. Domela wurde im Sommer von der Vichy-Polizei verhaftet und im Lager Le Vernet eineinhalb Jahre interniert. Ihm drohte die Auslieferung ins Deutsche Reich. Gide beschaffte Domela ein Visum und ein Schiffsticket nach Mexiko. Dort kam er aber nie an. Viele hielten ihn für verschollen.
Auf dem Weg nach Mexiko hatte Domela sein Schiff in Jamaika verlassen müssen und wurde neuerlich für zweieinhalb Jahre interniert. Er konnte danach nach Kuba weiterreisen. Von Kuba aus gelangte er schließlich nach Venezuela, wo er – erneut Staatenloser mit gefälschten Papieren – als Zeichenlehrer arbeitete.
Im September 1965 erhielt Jef Last einen Brief von Domela aus Maracaibo: Er sei auf abenteuerlichen Wegen nach Venezuela gelangt und habe sich eine einfache Existenz als Gymnasiallehrer aufgebaut. Last solle nichts über ihn verlauten lassen, weil er immer noch mit falscher Identität lebe und auch keine Möglichkeit sehe, je wieder einen regulären Pass zu erhalten. Ein Brief an den niederländischen Widerstandskämpfer und Journalisten Tom Rot, datiert vom März 1978, ist Domelas letztes bekanntes Lebenszeichen.
Harry Domela starb am 4. Oktober 1979 in Maracaibo in Venezuela.

## Rezeption

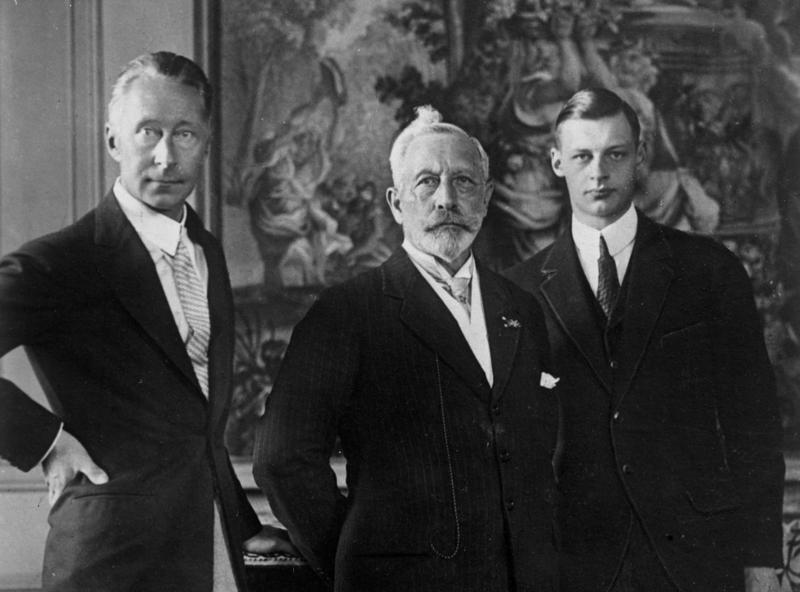
Prinz Wilhelm (rechts) mit Vater und Großvater (1927)

In der DDR wurde Domela zunächst als persona non grata betrachtet. Obwohl Kommunist und Spanienkämpfer, wurde er verleugnet: Er galt als Außenseiter und politisch unzuverlässig, vor allem wegen seiner Kritik an den Internationalen Brigaden, der KPD und ihrer zukünftigen Rolle. 1959 wurde in der DDR sein Leben im Film Der Fall Harry Domela als 6. Folge der DFF-Reihe Weimarer Pitaval von Friedrich Karl Kaul und Walter Jupé verfilmt.
2010 erschien „Nennen Sie mich einfach Prinz“: das Lebensabenteuer des Harry Domela als Band 65 in der Reihe Weimarer Schriften, herausgegeben vom Stadtmuseum Weimar.
Der Literaturwissenschaftler und Buchwissenschaftler Jens Kirsten sagt: „Domela war sicher weder ein Duckmäuser noch durch übermäßige Bescheidenheit geschlagen. Seine Rolle als Hochstapler ist leicht überbewertet. Das war eine Rolle. Eine Eskapade, die er sich erlaubte, als er gemerkt hatte, wie sehr diese ganze Weimarer Republik noch der Kaiserzeit verhaftet geblieben war, wie sehr das gesamte Gesellschaftssystem auf Servilität, Status, Schein und Lug gründete.“

## Film
- 1927: Der falsche Prinz, Harry Domela spielt sich selbst. Regie: Heinz Paul.
- 1959: Weimarer Pitaval: Der Fall Harry Domela, mit Alexander Hegarth. Regie: Wolfgang Luderer, Deutscher Fernsehfunk.
- 1965: Der Fall Harry Domela, mit Hanns Lothar. Regie: Wolfgang Schleif, ZDF. Ausgezeichnet mit dem DAG-Fernsehpreis in Silber (1966).

## Bühne
- 1978: Prinz von Preussen, Musical von Dieter Brand, Harry Sander (Musik), Helmut Bez (Buch) und Jürgen Degenhardt (Buch und Gesangstexte). Arrangements von Joachim Gocht. UA 9. April 1978 am Theater Erfurt. Das Theater Görlitz entdeckte das Material neu. In der Spielzeit 2023/24 wurde Prinz von Preussen zum ersten Mal nach der Uraufführung dort in einer Neubearbeitung von Kay Link wieder auf die Bühne gebracht.[8]

## Hörspiel
Die Schallplattenfirma Odeon brachte im Frühjahr 1927 ein über zwei Plattenseiten gehendes Hörspiel mit dem Titel Der Prinzenimitator auf Reisen – eine Köpenickiade in einem heiteren Vorspiel und einem gerichtlichen Nachspiel heraus, in welchem Kurt von Wolowski, Charlie Roellinghoff und Viktor Schwanneke die Geschichte Domelas szenisch vortrugen. Den Text hatte Roellinghoff verfasst.